# 트레이시 빌라
트레이시 빌라(Tracy Vilar, 1968년 4월 12일 ~ )는 미국의 배우, 텔레비전 배우, 영화배우이다.
뉴욕에서 태어났다.

## 출연 작품

### 영화
- 프레쉬 (1994)
- 브룩클린의 아이들 (1994, Crooklyn)
- 선셋 파크 (1996, Sunset Park)
- 조의 아파트 (1996년)
- 그레이스 하트 (1996, Grace of My Heart)
- 그리드락 디 (1997)
- 더블 크라임 (1999)
- 케이 팩스 (2001) - 마리아 역
- 풀 프론탈 (2002)

- 오피서 다운 (2016, Officer Downe)
- 서치 2 (2022)

### 텔레비전
- ER (1997)
- Fired Up (1997)
- 뉴욕경찰 24시 (1999)
- One on One (2001)
- 커브 유어 엔수지애즘 (2004)
- Saved (2006)
- 하우스 (2008-12)
- 투 브로크 걸스 (2012)
- Partners (2012)
- 그레이 아나토미 (2013)
- 범죄의 재구성 (2014)
- 프레시 오프 더 보트 (2019)
- 포 더 피플 (2019)
- 맘 (2020)
- 조용한 희망 (2021)
- 굿 닥터 (2022)